# Megaraptor
 (décembre 2018).
Megaraptor namunhuaiquii
Genre
Espèce
Megaraptor (« voleur géant ») est un  genre fossile de Megaraptoridae ayant vécu au Crétacé supérieur (Turonien supérieur, il y a 92 à 89 millions d'années), en Argentine occidentale. 
Une seule espèce est rattachée au genre : Megaraptor namunhuaiquii.

## Classification

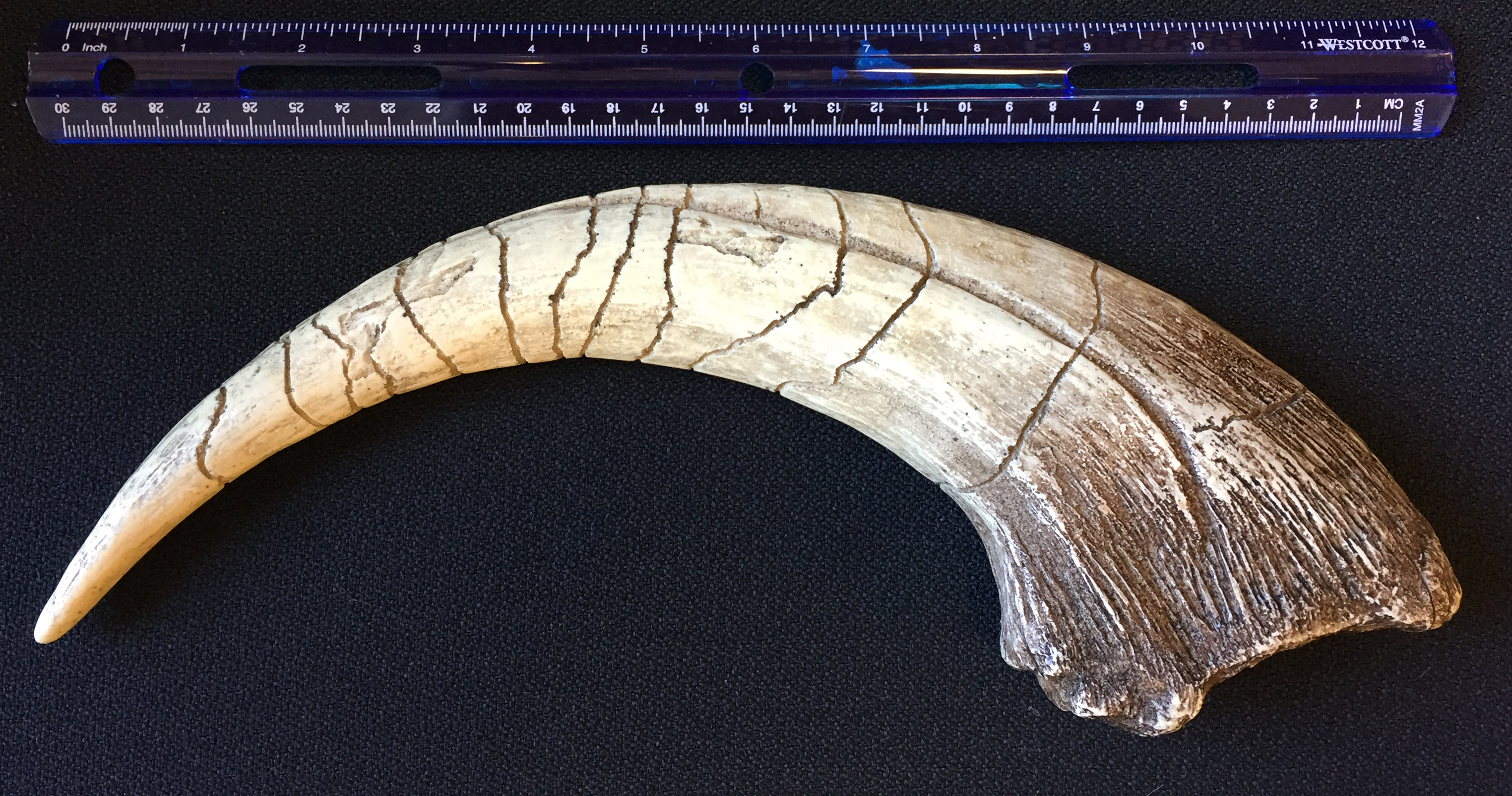
Griffe du premier doigt de Megaraptor namunhuaiquii.
Règle de 30 cm donnat l'échelle.

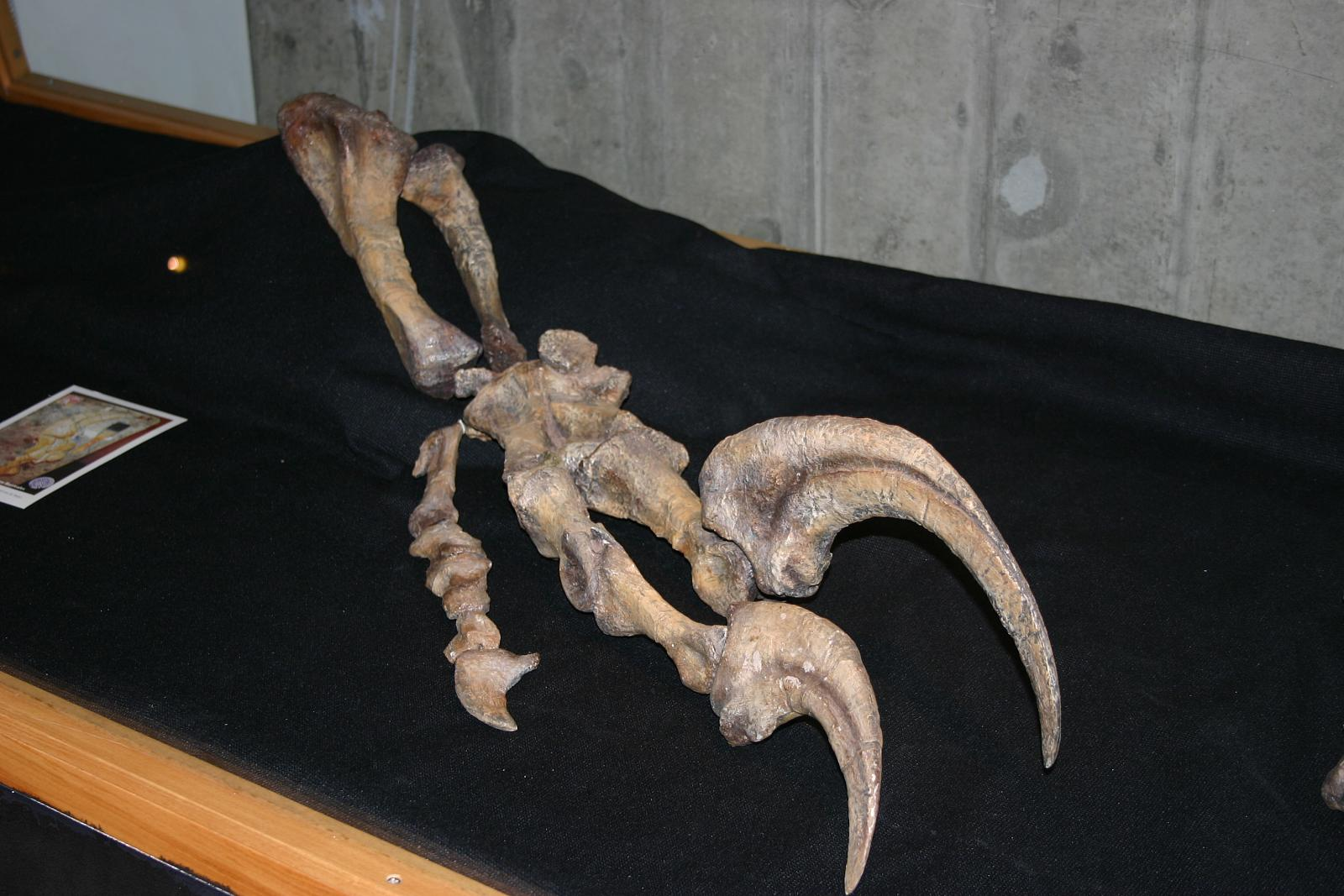
Reconstitution de la main de Megaraptor namunhuaiquii.

Il a été d'abord considéré  comme le plus grand dinosaure Dromaeosauridae découvert (Novas, 1998) 
En 2004, Calvo et ses collègues lui érigent sa propre famille, les Megaraptoridae, qui ne sera généralement accepté par la communauté scientifique que bien plus tard.
Le fossile était surtout connu d'une griffe de 30 cm de long qui ressemblait aux griffes en forme faucille des Dromaeosauridae. La découverte d'un membre antérieur complet permit de constater que cette griffe géante appartenait au premier doigt de la main d'un carnosaure.
Le genre Megaraptor a plus tard été classé dans le groupe des Neovenatoridae, puis des Carcharodontosauridae par certains. 
Après avoir découvert le crâne d'un spécimen juvénile, il s'est révélé être étroitement lié à Eotyrannus et fut considéré comme un Tyrannosauroidea basal.[réf. nécessaire].
Il a été admis fin 2018 dans deux études que les Megaraptora étaient en réalité des Coelurosauria basaux ,.

## Dans la culture populaire
Le Megaraptor est peu connu du grand public. Mais il a eu quelques apparitions notables:
- Dans Dinosaur King, le Megaraptor est un dinosaure de l'élément du vent. Il est représenté vert avec une bande jaune sur le corps et des plumes roses en guise de crête. Mais il est représenté comme un dromaeosauridé avec sa griffe faucille située au pied au lieu de la main.
- Dans le jeu vidéo Warpath: Jurassic Park, le Megaraptor est un des dinosaures jouables. Cependant, il est encore une fois représenté comme un dromaeosauridé. Mais cette fois c'est justifié parce qu'a l'époque de la sortie du jeu, il était encore considéré comme tel.